# Djurîn, Șarhorod
Djurîn (în ucraineană Джурин) este o comună în raionul Șarhorod, regiunea Vinnița, Ucraina, formată numai din satul de reședință.

## Demografie
Componența lingvistică a satului Djurîn
     Ucraineană (98,61%)
     Rusă (1,12%)
     Alte limbi (0,21%)
Conform recensământului din 2001, majoritatea populației satului Djurîn era vorbitoare de ucraineană (98,61%), existând în minoritate și vorbitori de rusă (1,12%).